# أحبني أو اهجرني (فلم)
أحبني أو اهجرني (بالإنجليزية: Love Me or Leave Me) هو فيلم تم إنتاجه في الولايات المتحدة وصدر في سنة 1955.

## طاقم التمثيل
- دوريس داي
- جيمس كاغني

## الميزانية والإيرادات
بلغت تكلفة إنتاج الفيلم حوالي 2,762,000 دولار بينما حقق أرباحا تقدر بـ 5,632,000 دولار.

### ترشيحات وجوائز
| السنة | الحدث          | الفئة    | النتيجة |
| ----- | -------------- | -------- | ------- |
|       | جائزة الأوسكار | أفضل قصة | فوز     |

## وصلات خارجية
- مقالات تستعمل روابط فنية بلا صلة مع ويكي بيانات